# Виаль, Пьер (генерал)
Пьер Виаль (фр. Pierre Vialle; 12 января 1743, Тюль — 19 июня 1816, Лилль) — французский военачальник, участник Революционных войн, дивизионный генерал (1793). 

## Биография
Родился в 1743 году в Тюле в бедной семье. В 1759 году в возрасте 16 лет поступил рядовым солдатом в Наваррский пехотный полк, в составе которого в ходе Семилетней войны принимал участие в боевых действиях на территории Германии. К 1768 году был повышен до сержанта. 
Принимал участие в войне за Независимость США в составе французского экспедиционного корпуса (на стороне США);  был повышен до фельдфебеля. В 1783 году, спустя почти 25 лет службы, получил младший офицерский чин второго лейтенанта. В 1791 году получил куда более почётную награду — Военный орден Святого Людовика, высшую в то время французскую награду за доблесть в бою, за отличия, выказанные в предшествующих компаниях.
Во время революционных событий остался служить в армии и в 1792 году был произведён в капитаны. Служил в Армии Центра, затем в Арденнской армии, затем — в Армии берегов Шербура, сражавшейся с роялистами в Вандее. Дальнейшая карьера Виаля развивалась стремительно: шеф батальона (май 1793), бригадный генерал (в составе Армии берегов Шербура, сентябрь 1793), дивизионный генерал и главнокомандующий Шербурской армией (декабрь 1793).
На этой должности Виаль действовал сравнительно успешно, так что в августе 1794 года ему было предложено главное командование над французской Итальянской армией (которую два года спустя возглавил Бонапарт). Однако, Виаль отказался от столь высокой и ответственной должности и вместо этого принял командование пехотной дивизией, расквартированной в Лилле. В 1796 году стал командиром дивизии, расквартированной в Дуэ, в 1797 году был отправлен в долгосрочный отпуск, а в 1801 году окончательно вышел в отставку. 
Тем не менее, в 1805 году Наполеон вспомнил о нём и вручил ему орден Почётного легиона, правда, лишь самой низкой, кавалерской степени.
Дивизионный генерал П. Виаль скончался в Лилле в 1816 году.